# 세 여인 (1977년 영화)
《세 여인》(영어: 3 Women)은 1977년 개봉한 미국의 아방가르드, 드라마 영화이다. 로버트 올트먼이 감독과 각본을 맡았다. 1977 칸 영화제 황금종려상 경쟁후보였으며, 셸리 듀발은 이 영화를 통해 영화제 여자배우상을 수상했다.

## 출연

### 주연
- 셜리 듀발
- 씨씨 스페이식
- 제니스 룰

### 조연
- 로버트 포티어
- 루스 넬슨
- 존 크롬웰
- 크레이그 리처드 넬슨
- 마이시 호이

## 기타
- 미술: 제임스 도웰 밴스
- Ass-PD: 스콧 버쉬넬
- Ass-PD: 로버트 에겐윌러